# 판딘풍
판딘풍(베트남어: Phan Đình Phùn / 潘廷逢)은 베트남에서 프랑스 식민지군에 대항하는 반란군을 이끈 베트남 혁명가였다. 그는 19세기 반프랑스 군사 운동에 관여했던 유교적 조정 학사들 중 가장 두드러진 인물이었으며, 20세기 민족주의자들은 사후에 그를 국가 영웅으로 지목했다. 그는 불굴의 의지와 원칙으로 유명했는데, 한때는 프랑스인들이 그의 조상의 무덤을 더럽히고 그의 가족을 체포하고 죽이겠다고 위협한 후에도 항복을 거부했다.
하띤성 출신의 관리 집안에서 태어난 판딘풍은 1877년 수도에서 거행된 황실 과거 시험에서 장원을 차지하며 조상의 전통을 이어갔다. 판딘풍은 응우옌 왕조의 뜨득 황제 밑에서 급부상하여 청렴하고 부패에 대한 비타협적인 태도로 명성을 얻었다. 판딘풍은 그의 동료 관원과 황제까지도 비판할 수 있는 직책인 제국 감사관에 임명되었다. 감사관의 수장으로서 판딘풍의 수사는 무능력하거나 부패한 관원들을 많이 제거했다.
뜨득 황제가 죽자 판딘풍은 황실에서 권력투쟁을 하다가 하마터면 목숨을 잃을 뻔했다. 섭정 똔텃투옛은 뜨득의 후계 의지를 무시했고, 3명의 황제가 퇴위되어 1년여 만에 죽었다. 판딘풍은 똔텃투옛의 활동에 항의하다가, 벼슬을 박탈당하고 잠시 수감된 후, 그의 본거지인 지방으로 추방되었다. 그 당시 프랑스는 막 베트남을 정복하여 프랑스령 인도차이나의 일부로 삼았다. 판딘풍은 똔텃투옛과 함께 프랑스인들을 추방하고 베트남 독립의 선두에 소년 황제 함응이를 추대하려는 껀브엉 운동의 일환으로 반란군을 조직했다. 이 운동은 1888년까지 3년 동안 계속되었는데, 이때 프랑스인들은 함응이를 체포하여 알제리로 추방하였다.
판딘풍과 그의 군사 보좌관인 까오탕은 첩보, 기지, 소형 무기 공장들의 네트워크를 구축하면서 게릴라전을 계속했다. 그러나, 1893년 후반에 이 과정에서 까오탕이 살해되었다. 10년 동안 계속된 이 캠페인은 결국 판딘풍을 지치게 했고, 프랑스군이 그의 군대를 포위하자 이질병으로 죽었다.

## 참고자료
- Chapuis, Oscar (2000). 《The last emperors of Vietnam: from Tu Duc to Bao Dai》. Westport, Connecticut: Greenwood Press. ISBN 0-313-31170-6.
- Duiker, William J. (2000). 《Ho Chi Minh: A Life》. Crows Nest, New South Wales: Allen & Unwin. ISBN 1-86508-450-6.
- Goscha, Christopher E. (1999). 《Thailand and the Southeast Asian Networks of the Vietnamese Revolution, 1885–1954》. Surrey: Curzon. ISBN 0-7007-0622-4.
- Karnow, Stanley (1997). 《Vietnam:A history》. New York: Penguin Books. ISBN 0-670-84218-4.
- Li Tana (1998). 《Nguyen Cochinchina》. Ithaca, New York: Cornell Southeast Asia Program. ISBN 0-87727-722-2.
- McLeod, Mark W. (1991). 《The Vietnamese response to French intervention, 1862–1874》. New York: Praeger. ISBN 0-275-93562-0.
- Marr, David G. (1970). 《Vietnamese anticolonialism, 1885–1925》. Berkeley, California: University of California. ISBN 0-520-01813-3.
- Truong Buu Lam (1967). 《Patterns of Vietnamese response to foreign intervention: 1858–1900》. Monograph Series No. 11. New Haven, Connecticut: Southeast Asia Studies Yale University.